# مايك دون (لاعب كرة قاعدة)
مايك دون (بالإنجليزية: Mike Dunne)‏ هو لاعب كرة قاعدة أمريكي، ولد في 27 أكتوبر 1962 في ساوث بند في الولايات المتحدة.

## وصلات خارجية
- مايك دون على موقعبيزبول رفرنس.كوم (الدوري الرئيسي) (الإنجليزية)
- مايك دون على موقع مشجعي الرسوم البيانية (الإنجليزية)
- مايك دون على موقع أوليمبيديا (الإنجليزية)